# Calquis (distrito)
Calquis é um distrito do Peru, departamento de Cajamarca, localizada na província de San Miguel.

## Transporte
O distrito de Calquis não é servido pelo sistema de estradas terrestres do Peru.